# Rosy Fischer
Rosy Bertha Fischer (* 4. Oktober 1869 in Frankfurt am Main, Deutschland; † 27. Februar 1926 in Ägypten) war eine deutsche Kunsthändlerin und Galeristin. Von 1905 bis 1925 baute sie mit ihrem Ehemann eine der bedeutendsten Sammlungen expressionistischer Kunst in Deutschland auf.

## Leben und Werk
Fischer war eine von drei Töchtern von David Joseph Haas und Anna Maria Agnese Haas. Sie lernte ihren späteren Ehemann auf der Hochzeit ihrer älteren Schwester kennen, die einen entfernten Cousin von ihm heiratete. Am 28. April 1892 heiratete Fischer den Geschäftsmann Ludwig Fischer, der mit seinem Schwager in Breslau ein Handelsgeschäft betrieb. Sie bekam mit ihm 1893 und 1896 die Söhne Max und Ernst. 1896 ging ihr Ehemann in Breslau in den Ruhestand und 1898 zog sie dauerhaft mit ihrer Familie nach Frankfurt am Main.
Eine große Zahl privater Kunstsammler mit bedeutenden Sammlungen lebte in Frankfurt. Sammler wie die Fischers, Hugo Nathan, Harry Fuld, Robert von Hirsch, Martin und Florence Flersheim trugen hier zur Bedeutung Frankfurts als Stadt der Moderne bei.

## Kunstsammlung in Frankfurt
Fischer und ihr Ehemann begannen 1905 mit dem Sammeln von Kunst und tätigten mehrere Käufe auf Auktionen in München. Das anfängliche Interesse galt den deutschen Impressionisten und Secessionisten Heinrich von Zügel und Johan Sperl, gefolgt von Max Liebermann, Lovis Corinth, Wilhelm Trübner und Max Slevogt. Werke von Oskar Kokoschka und Franz Marc sowie zwei Gemälde von Pablo Picasso, eines davon möglicherweise von dem Münchner Händler Heinrich Thannhauser, erwarben sie vor dem Ersten Weltkrieg.
Um 1916 begann sie mit ihrem Ehemann Werke von Künstlern zu erwerben, die mit der Brücke in Verbindung standen, darunter Erich Heckel, Emil Nolde und Ernst Ludwig Kirchner. Sie kauften sowohl bei Ludwig Schames als auch direkt von den oft mit ihnen befreundeten Künstlern.
Sie kauften hauptsächlich Werke von Künstlern, die früher mit den führenden expressionistischen Künstlergruppen verbunden waren, die sich vor dem Ersten Weltkrieg gebildet hatten, darunter die Brücke und Der Blaue Reiter, mit einem Schwerpunkt auf Ernst Ludwig Kirchner und Emil Nolde. Sie erwarben auch Werke von Mitgliedern der sogenannten „zweiten Generation“ von Expressionisten.
Den Kern der Kunstsammlung bildeten die mit der Brücke verbundenen Künstler, 28 Gemälde von Kirchner, zwölf von Heckel und sechs von Nolde. Ebenfalls in die Sammlung aufgenommen wurden Werke von Wassily Kandinsky, August Macke, Max Pechstein und Christian Rohlfs.
Fischer und ihr Ehemann verkauften im Laufe der Zeit Werke, um den Schwerpunkt ihrer Sammlung zu verfeinern. Als ihr Ehemann 1922 starb, umfasste die Sammlung rund fünfhundert Gemälde, Skulpturen und Arbeiten auf Papier.
Nach dem Tod ihres Mannes widmete sich Fischer dem Kunsthandel, um ihr Einkommen aufzubessern. Sie führte ihre Galerie Fischer für Neuzeitliche Kunst ab November 1922 in ihrer Wohnung und war auf zeitgenössische Kunst spezialisiert. Dem gemeinsam mit ihrem Mann testamentarisch niedergelegten Wunsch folgend verkaufte Fischer im Dezember 1924 insgesamt 24 Gemälde aus ihrem Sammlungsbestand an das Städtische Museum für Kunst und Kunstgewerbe in Halle, darunter Picassos Die Grablegung.
Die Nazi-Behörden beschlagnahmten die vom Museum in Halle erworbenen Gemälde und nahmen diese 1937 in die Ausstellung Entartete Kunst auf, die am 19. Juli im Archäologischen Institut in München eröffnet wurde und bis 1939 durch Deutschland und Österreich wanderte. Die beschlagnahmten Werke wurden anschließend verkauft, einige möglicherweise zerstört.
1925 musste Fischer ihre Galerie schließen. 1926 starb sie auf einer Reise in Ägypten.

## Verbleib der Sammlung
Nach ihrem Tod erbten ihre Söhne Max (1893–1954) und Ernst die in der Sammlung verbliebenen Kunstwerke nach aktuellem Kenntnisstand zu gleichen Teilen und teilten diese untereinander auf. In den frühen 1930er Jahren verkauften beide Brüder, vor allem Max Fischer, Werke aus ihren Sammlungen an oder über den Berliner Kunsthändler Ferdinand Möller. Ihr Sohn Max gab bereits 1931 aus dem Erbe 58 Werke, darunter auch eine Kirchner Straßenszene, bei Ferdinand Möller in Kommission. Max Fischer lebte bis 1938 in Deutschland und wanderte mit einem Bruchteil seines Teil der Sammlung in die USA aus wo er 1954 starb. Über den Rest von Max Fischers Sammlung, den er in Deutschland zurückließ, ist wenig bekannt.
Emil Noldes Südseelandschaft ist eines der wenigen Gemälde, die Max Fischer in die Vereinigten Staaten bringen konnte. Sein Neffe George Fischer erbte dieses Gemälde und schenkte es 2014 dem Virginia Museum of Fine Arts, damit es wieder in die Sammlung Ludwig und Rosy Fischer aufgenommen werden konnte. 2015 restituierte das Museum of Modern Art in New York Ernst Ludwig Kirchners Sandhügel bei Grünau an die Familie Fischer und machte es damit zum ersten von Max Fischers verlorenen Werken, das wiedergefunden wurde.
Fischer Sohn Ernst verlor seine Stelle als Professor für Medizin an der Universität Frankfurt, weil er Jude war. 1934 flohen er und seine Frau Anne (1902–2008) mit ihren beiden Kindern George und Eva und 253 Werken der Familienkunstsammlung in ihrem Hausrat aus Deutschland in die USA. Als Ernst Fischer eine Stelle am Medical College of Virginia annahm, lebte er mit seiner Familie in Richmond. Nach dem Tod der Schwiegertochter Anna erwarb 2009 das Virginia Museum of Fine Arts Ernst Fischers Hälfte der Sammlung seiner Eltern durch einen Schenkungskaufvertrag. Diese 207 Werke bilden die Ludwig und Rosy Fischer-Sammlung deutscher expressionistischer Kunst des Virginia Museum of Fine Arts (VMFA).

## Restitutionen der Kunstsammlung

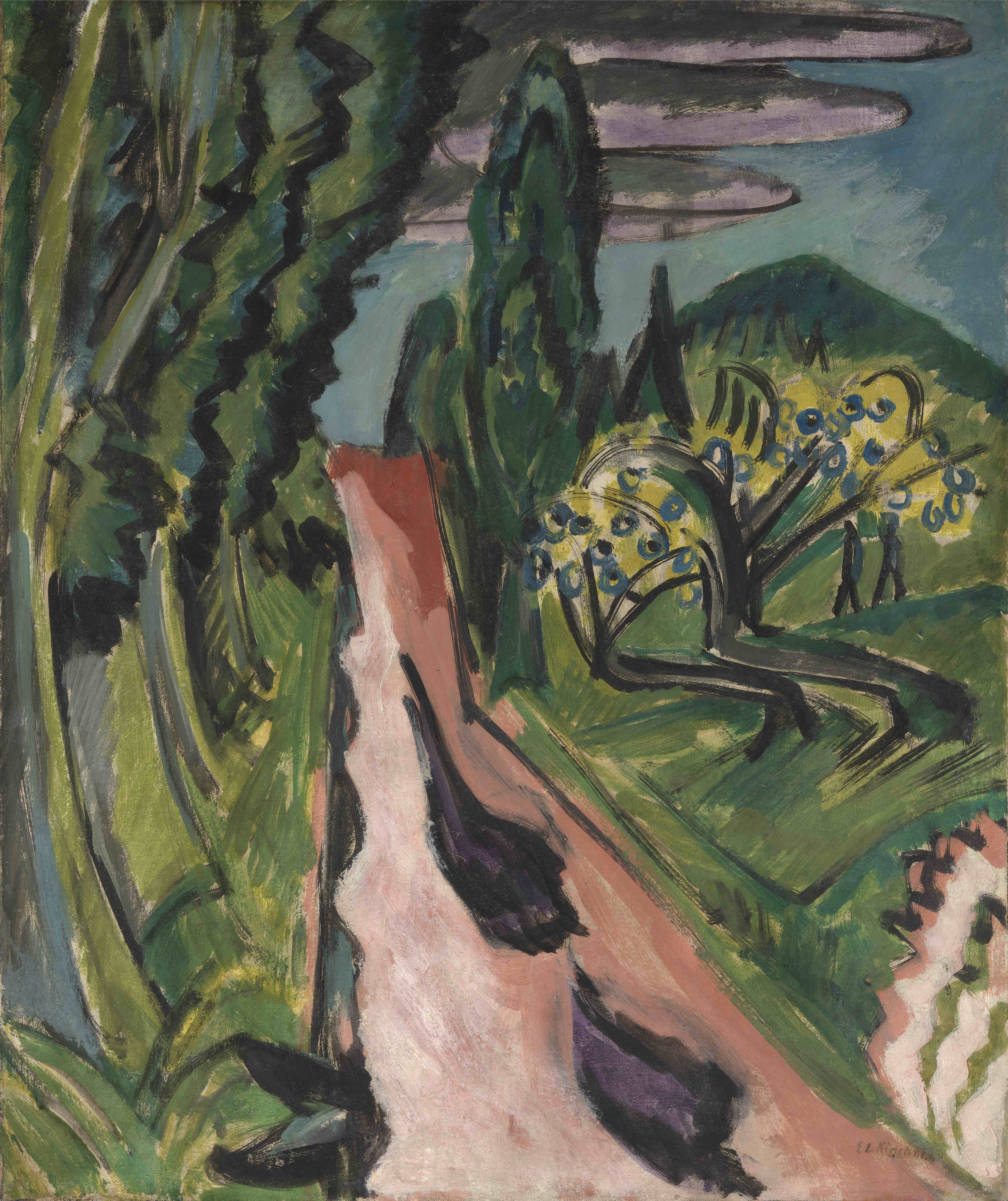
Autostraße im Taunus von Ernst Ludwig Kirchner, 1916. Virginia Museum of Fine Arts

Im September 2020 gab ein privater Sammler in Deutschland Kirchners Gemälde Autostraße im Taunus an die Nachkommen Fischers zurück. Anschließend beschloss die deutsche Beratende Kommission für die Rückgabe NS-verfolgungsbedingt entzogener Kulturgüter im Dezember 2020 einstimmig, der Staatlichen Kunsthalle Karlsruhe zu empfehlen, Erich Heckels Gemälde Geschwister an die Nachkommen von Max Fischer zurückzugeben.
Obwohl Ernst und Anne Fischer viele Jahre lang keine Werke für Ausstellungen in Europa ausliehen, wurden Stücke aus ihrer Sammlung 1990 zum Mittelpunkt einer Ausstellung des Jüdischen Museums Frankfurt mit dem Titel Exil und Expressionismus: Die Sammlung Ludwig und Rosy Fischer.
In der Staatsgalerie Stuttgart, Archiv Grohmann, befindet sich die Inventarliste Rosy Fischer.